# Kevin Görtz
Kevin Görtz (Emmen, 28 november 1989) is een Nederlands voetballer die als verdediger speelt.
Görtz begon bij amateurclub DZOH uit Emmen, maar ging in zijn jeugdjaren al naar de betaaldvoetbalclub Emmen. In het seizoen 2006/2007 debuteerde Görtz onder Gerry Hamstra voor FC Emmen en kwam in dat jaar tot drie duels. In het seizoen 2007/2008 werd hij echter een van de vaste basisspelers, en kwam tot 21 duels. Een seizoen later maakte hij op 7 november 2008 zijn eerste goal door in de wedstrijd tegen Haarlem (2-0 winst) te scoren met het hoofd na een vrije trap. Görtz had bij FC Emmen een contract tot de zomer van 2011. Op 30 maart 2012 speelde Görtz tegen Helmond Sport zijn 100e wedstrijd voor de rood-witten. Na afloop van het seizoen 2011/2012 verlengde Görtz zijn contract bij FC Emmen met twee jaar, waardoor hij tot 2014 onder contract stond bij FC Emmen. Hierna kwam zijn profloopbaan ten einde en ging hij spelen bij WKE. Sinds 2016 komt hij uit voor HHC Hardenberg.

## Profstatistieken
| Seizoen   | Club     | Wedstrijden | Goals | Competitie     |
| --------- | -------- | ----------- | ----- | -------------- |
| 2006/2007 | FC Emmen | 3           | 0     | Jupiler League |
| 2007/2008 | FC Emmen | 20          | 0     | Jupiler League |
| 2008/2009 | FC Emmen | 18          | 1     | Jupiler League |
| 2009/2010 | FC Emmen | 14          | 0     | Jupiler League |
| 2010/2011 | FC Emmen | 19          | 0     | Jupiler League |
| 2011/2012 | FC Emmen | 29          | 0     | Jupiler League |
| 2012/2013 | FC Emmen | 13          | 0     | Jupiler League |
| 2013/2014 | FC Emmen | 22          | 1     | Jupiler League |
| Totaal    |          | 148         | 2     |                |